# Telaprevir
Telaprevir (zaščiteno ime v Evropski uniji Incivo, v ZDA Incivek) je učinkovina za zdravljenje hepatitisa C. Razvili sta ga farmacevtski podjetji Vertex Pharmaceuticals in Johnson & Johnson. Gre za protivirusno učinkovino iz skupine proteaznih zaviralcev, in sicer zavira virusni encim serinsko proteinazo NS3/4A.
Telaprevir je indiciran le za uporabo pri okužbi z virusom hepatitisa C genotipa 1, pri okužbi z drugimi genotipi virusa pa njegova učinkovitost ni dokazana. Standardna oblika zdravljenja okužbe z genotipom 1 s pegiliranim interferonom in ribavirinom je manj učinkovita kot kombinirano zdravljenje, ki vključuje tudi telaprevir.

## Indikacije
Telaprevir se uporablja v kombinaciji s peginterferonom alfa in ribavirinom za zdravljenje  kroničnega hepatitisa C z genotipom 1 pri odraslih bolnikih s kompenzirano boleznijo jeter, vključno s cirozo. Uporablja se lahko pri neizkušenih (še nezdravljenih bolnikih); pri bolnikih, ki so bili že zdravljeni z interferonom alfa (pegiliranim ali nepegiliranim) v monoterapiji ali v kombinaciji z ribavirinom, vključno z bolniki, pri katerih se je bolezen ponovila, in pri bolnikih, ki so se na zdravljenje odzvali delno ali se na zdravljenje niso odzvali.

## Mehanizem delovanja
Telaprevir je zaviralec virusnega encima serinske proteaze HCV NS3/4A, ki je nujen za razmnoževanje virusa hepatitisa C.
Virus hepatitisa C ima genom v obliki enoverižne RNK, ki zapisuje sintezo le enega poliproteina, dolžine približno 3.000 aminokislin. Encimi, imenovani proteaze, med prevajanjem RNK v poliprotein ter po njem cepijo ta poliprotein v 4 strukturne in 6 nestrukturnih beljakovin. Proteaza NS3/4A je pomembna pri cepitvi in sproščanju večine nestrukturnih virusnih beljakovin in s tem zaviranje njenega delovanja moti podvojevanje virusa.

## Neželeni učinki
Zelo pogosti neželeni učinki, ki se pojavijo pri več kot 10 % bolnikov so, izpuščaj, utrujenost, srbež, slabost, slabokrvnost, driska, bruhanje, hemoroidi in bolečine v danki ali zadnjiku. Pri 1 do 10 % bolnikov se med drugim  pojavljajo spremembe v okušanju in srbenje v področju zadnjika.

### Huda oblika izpuščaja
Kombinirano zdravljenje s telaprevirjem, peginterferonom alfa in ribavirinom lahko povzroči hudo reakcijo z izpuščajem, ki se lahko konča tudi s smrtjo, če se zdravljenje ne prekine. Poročali so o izpuščaju z eozinofilijo in sistemskimi simptomi (sindrom DRESS) ter Stevens-Johnsonovem sindromu.
Sindrom DRESS vključuje izpuščaj z eozinofilijo, povezan z enim ali več izmed naslednjih simptomov: zvišana telesna temperatura, limfadenopatija (bolezen bezgavk), edem obraza in prizadetost notranjih organov (jetra, ledvica, pljuča). Pojavi se lahko kadarkoli po začetku zdravljenja, v večini primerov se je pojavil v obdobju med šestim in desetim tednom zdravljenja s telaprevirjem.